# 2009 en informatique
2007 en informatique - 2008 en informatique - 2009 en informatique - 2010 en informatique - 2011 en informatique
Cet article présente les faits marquants de l'année 2009 en informatique.

## Événements
- Premier semestre : finalisation de la filialisation des capacités de production d'AMD, qui devient donc un développeur sans usine, comme annoncé fin 2008, et création de GlobalFoundries.

### Avril 2009
- Lundi 20 avril : Oracle Corporation achète Sun Microsystems pour 7,4 milliards de dollars (7,4 G$)[1].

### Mai 2009
- Mercredi 20 mai : Un nouveau dispositif optique d'enregistrement d'informations pourrait permettre à l'avenir de porter à plus de 1 600 gigaoctets la capacité de stockage de disques à ultra-haute capacité de même format qu'un DVD[2]. Les chercheurs ont utilisé des nanoparticules d'or pour accroître exponentiellement la quantité d'informations contenues dans un unique disque. Aux trois dimensions spatiales de stockage habituellement utilisées, les chercheurs en ont ajouté deux autres : la longueur d'onde de la lumière et sa polarisation[3].

- Vendredi 29 mai : Microsoft annonce le lancement de son nouveau moteur de recherche « Bing », qui devrait concurrencer « Google ».

- Samedi 30 mai : Wikipédia interdit à l'Église de Scientologie d'intervenir sur le site encyclopédique, à cause d'une bataille sans fin sur l'image de ce mouvement controversé fondé en 1954 aux États-Unis par Ron Hubbard. Les interventions en provenance d'ordinateurs « détenus ou utilisés par l’Église de Scientologie et ses associés » sont désormais bloqués.

### Juin 2009
- Jeudi 4 juin : Intel Corporation achète Wind River pour environ 884 millions de dollars[4].

### Juillet 2009
- Mercredi 1er juillet : Sortie de la version 3.5 du navigateur Firefox.

- Lundi 6 juillet 2009 : La British Library annonce que les 800 pages de la plus ancienne des bibles, le Codex Sinaiticus, ont été numérisées et ce manuscrit vieux d'environ 1 600 ans est désormais consultable en son intégralité sur internet[5].

- Mercredi 7 juillet 2009 :
  - Google annonce le développement d'un nouveau système d'exploitation, concurrent de Microsoft Windows, sur la base de son navigateur web Chrome OS. Il est destiné aux ordinateurs portables, netbooks et des ordinateurs à bas coût et devrait être disponible au second semestre 2010.
  - Une dizaine de sites officiels américains ont été victimes d'une « cyber-attaque » massive et coordonnée lancée durant le week-end. Parmi les sites attaqués : La Maison Blanche, le ministère de la sécurité intérieure, le ministère des Transports, l'administration de l'aviation civile (FAA), l'agence de la sécurité nationale (NSA), la Commission fédérale du commerce, le Département d’État, la Poste, le Trésor et la radio Voice of America, un site du Pentagone et un site des forces armées américaines en Corée du Sud.

- Lundi 13 juillet 2009 : Microsoft annonce qu'une version allégée de sa suite de logiciels de bureautique Office 2010 permettra désormais une utilisation en ligne. Dès le premier semestre 2010, les usagers des logiciels Word, PowerPoint, Excel et OneNote, pourront collaborer entre eux et en même temps sur un même document, via Internet. La version actuelle, Office 2007, permettait déjà une collaboration en ligne, mais pas en temps réel[6].

- Lundi 20 juillet 2009 :
  - Le nombre de téléchargement du navigateur web Firefox atteint 978 millions depuis fin 2004[7].
  - Microsoft annonce la prochaine mise en disponibilité de 20 000 lignes de code de Windows Server aux utilisateurs du système d'exploitation libre d'accès Linux. Cette mesure permettra à n'importe quelle distribution du système Linux d'être utilisée sous Windows Server 2008 afin de poursuivre « son engagement à assurer l'interopérabilité entre ses technologies et celles de l'open source »[8].

- Vendredi 24 juillet 2009 : Microsoft, afin de régler un litige avec l'Union européenne, a accepté de proposer à l'avenir un choix entre plusieurs navigateurs Web sur son logiciel d'exploitation Windows qui intègre systématiquement Internet Explorer à son système d'exploitation Windows, ce qui constitue une concurrence déloyale aux autres navigateurs du marché comme Firefox, Chrome ou Opera[9].

- Mardi 28 juillet 2009 :
  - IBM achète SPSS pour 1,2 milliard de dollars[10].
  - La Chine a décidé de nettoyer l'internet des jeux trop violents, antisociaux et promouvant une culture de gang et crime organisé. Le pays compte 338 millions d'internautes[11].

- Mercredi 29 juillet 2009 : Microsoft et le groupe internet Yahoo annoncent un accord de partenariat de 10 années destiné à mieux concurrencer Google dans la recherche sur internet[12].

### Septembre 2009
- Lundi 14 septembre : Intel annonce une réorganisation interne similaire à celle d'AMD, avec d'un côté la conception et la vente des produits, et de l'autre la production et les usines, mais sans fillialisation (au contraire d'AMD)[13].
- Lundi 21 septembre : Dell acquiert Perot Systems pour 3,9 milliards de dollars[14].

- Mercredi 30 septembre : Mort de l'universitaire Bruno Lussato (76 ans) spécialiste de l'informatique[15].

### Novembre 2009
- Jeudi 12 novembre : Intel et AMD annoncent résoudre tous leurs différends antérieurs, l'accord inclura une soulte de 1,25 G$ versée d'Intel à AMD[16]

### Décembre 2009
- Vendredi 4 décembre : remise du premier prix de la croissance verte numérique, en France.
- Mardi 22 décembre : La fonderie électronique singapourienne Chartered Semiconductor Manufacturing (en) est rachetée par le fonds d'investissement arabe Advanced Technology Investment Company et fusionne avec sa filiale GlobalFoundries[17]

## Standards
- OpenGL  3.2 est sorti le 3 août
- RFC 5646[18] (code de langue IETF) sortie le 4 septembre (plusieurs milliers de composants supplémentaires)
- IEEE 802.11n approuvé en septembre[19]

## Logiciel
- Sortie de Windows 7 le 14 juillet 2009
- Mac OS X 10.6 sorti le 28 août
- *BSD
  - FreeBSD est sorti en version :
    - 7.1 le 5 janvier
    - 7.2 le 4 mai
    - 8.0 en novembre

  - OpenBSD est sorti en version :
    - 4.5 le 1er mai
    - 4.6 le 18 octobre

  - NetBSD est sorti en version :
    - 5.0 le 29 avril

  - PCBSD est sorti en version :
    - 7.1 le 11 avril
- Sorties du noyau Linux :
  - 2.6.29 le 23 mars
  - 2.6.30 le 10 juin
  - 2.6.31 le 10 septembre
  - 2.6.32 le 2 décembre
- Sorties de distribution Linux :
  - Debian 5.0 « Lenny » le 15 février
  - Mandriva Linux
    - 2009.1 le 29 avril
    - 2010.0 le 4 novembre

  - Ubuntu :
    - 9.04 le 23 avril
    - 9.10 le 30 octobre

  - Fedora 11 le 9 juin
- RPM sort en version 4.6 le 6 février
- KDE sort en version :
  - 4.2 le 27 janvier
  - 4.3 le 4 août
- GNOME 2.26 en mars
- Mozilla Firefox 3.5 est sorti le 30 juin
- Mozilla Thunderbird 3.0 est sorti le 8 décembre
- Open Office 3.1 est sorti le 7 mai
- Internet Explorer 8 est sorti le 19 mars 2009
- VLC media player 1.0.0 est sorti le 7 juillet
- Opera 10 est sorti en septembre

## Matériel
- processeurs :
  - AMD sort les Phenom II et Athlon II gravés en 45 nm
  - Intel 
    - a sorti le reste de la gamme Nehalem gravée en 45 nm (trois modèles étaient sortis fin 2008)
    - devrait être prêt à produire en 32 nm à la fin de l'année
- le prix de la mémoire RAM DDR2 est très faible, Qimonda au bord de la faillite fait faillite
- sorties de disques durs à plateaux de ½ To au premier semestre
- sorties de cartes graphiques ATI Radeon compatibles Direct3D 11 (en) en octobre (appartenant à la série Evergreen)